# Pierre Bourdon
Pour les articles homonymes, voir Bourdon.
Pierre Bourdon est un parfumeur français né en 1946.

## Biographie
Après avoir obtenu un diplôme de Sciences Po, Pierre Bourdon commence sa carrière de parfumeur chez Roure Bertrand à Grasse en 1971,. Pendant son séjour dans le midi, il travaille avec Edmond Roudnitska. À la suite de cinq années de formation, il rejoint l’équipe de Roure située à Paris où il se spécialise dans le domaine des toiletries (shampooing, déodorant, crème etc.). Il séjourne ensuite une année aux États-Unis. Au cours de ces onze années au sein de la société Roure, il obtient ses premiers succès tels que : Kouros d'Yves Saint Laurent Beauté, créé et sorti en 1981, et Darling d'Elida Gibbs.
En 1982, il devient cofondateur et chef parfumeur de Takasago Europe, où il reste neuf années au cours desquelles il crée Cool Water, Jil Sander Sun et Joop ! Homme. En deux ans[Quand ?], il crée Fantasme de Ted Lapidus, Kouros eau fraîcheur d'Yves Saint Laurent et Night flight de Joop !.
Puis c’est la création de la filiale française de Fragrance Resources, à Paris, le 1er avril 1993 dont Pierre Bourdon est le Président Directeur Général,. Son rôle consiste à diriger le secteur créatif et l’activité commerciale dans le domaine de la parfumerie haut de gamme pour le marché européen. Un nouveau défi est relevé en 1995 avec Dolce Vita de Parfums Christian Dior.

## Principales créations
- 1981 : Kouros d'Yves Saint Laurent
- 1988 : Cool Water de Davidoff
- 1995 : Dolce Vita de Parfums Christian Dior
- 1996 : Cool Water Woman de Davidoff
- 2000 : Iris Poudre des Éditions Frédéric Malle
- 2004 : Cabaret For Men de Grès, Adidas for Men Game Spirit, Brave d’Agua Brava.
- 2005 : Bergamote Marine et Ferré Eau De Parfum de Gianfranco Ferré.
- 2006 : Ferré Masculin de Gianfranco Ferré et Magic romance d'Anna Sui.
- 2007 : French Lover des Éditions Frédéric Malle et Blue Musk de Gianfranco Ferré.
- 2008 : Challenge de Lacoste